# Hà Hòa Lễ
Hà Hòa Lễ (chữ Hán: 何和禮; tiếng Mãn: ᡥᠣᡥᠣᡵᡳ, chuyển tả: Hohori; 1561－1624), cũng gọi là Hà Hòa Lý (何和里), các tài liệu từ thời nhà Minh ghi là Hảo Hảo Lý (好好里), là người thuộc Đổng Ngạc thị, là một trong 5 trọng thần khai quốc của Hậu Kim.

## Tiểu sử
Ông là người Đống Ngạc tại Liêu Đông (nay là Hoàn Nhân, Liêu Ninh). Tổ tiên vốn thuộc thị tộc Gioro (Giác La thị), tới Đông Hải Ngõa Nhĩ Khách (nay là thành phố Hồn Xuân, tỉnh Cát Lâm), sau di cư đến Đống Ngạc, lập thành bộ tộc riêng, xưng là Đống Ngạc bộ (hay Đổng Ngạc bộ). Tổ phụ là Khắc Triệt (克徹), thân phụ là Ngạch Lặc Cát (額勒吉) và huynh trưởng Đồn Châu Lỗ (屯珠魯) là thủ lĩnh của bộ tộc. Hà Hòa Lễ năm 26 tuổi kế vị Đồn Châu Lỗ làm thủ lĩnh.
Do bộ tộc Đống Nhạc có thực lực cường thịnh, Nỗ Nhĩ Cáp Xích có ý liên minh. Năm 1588, ông đã đem bộ tộc chính thức quy phục Nỗ Nhĩ Cáp Xích. Mặc dù ông đã có vợ con, song Nỗ Nhĩ Cáp Xích vẫn gả con gái lớn của mình là Đông Quả Cách cách cho ông. Chính thất của Hà Hòa Lễ (Phúc tấn Trác Nhĩ) nghe nói, bèn dẫn người của bộ tộc đến gây sự, nhưng được Nỗ Nhĩ Cáp Xích khuyên giải nên đã bỏ qua. Cũng bởi vì Đông Quả Cách cách được "Tứ vi Phúc tấn", nên chính thất của Hoà Hoà Lễ bị giáng xuống thành Trắc Phúc tấn.
Năm 1608, ông theo con lớn của Nỗ Nhĩ Cáp Xích là Chử Anh đi đánh Ô Lạp, chiếm được thành Hãn A Lân. Năm 1611, ông cùng Ngạch Diệc Đô, Hỗ Nhĩ Hán tiến đánh vùng Hổ Nhân Cáp, bấy giờ do bộ tộc Ác Tập thuộc Đông Hải Nữ Chân kiểm soát, hạ được thành Trác Khố Tháp, mở rộng thế lực của Kiến Châu Nữ Chân trải dài đến Hắc Long Giang và Ô Tô Lý Giang.
Năm 1613, do ông và những người khác thỉnh cầu, Nỗ Nhĩ Cáp Xích lại một lần nữa thân chinh Ô Lạp, công hạ thành Ô Lạp, Bối lặc Bố Chiếm Thái phải đào thoát đến Diệp Hách.
Năm 1615, Nỗ Nhĩ Cáp Xích bước đầu đặt ra chế độ Bát kỳ. Hà Hòa Lễ cùng đội quân thuộc quyền, thuộc vào Chính Hồng kỳ, do Đại Thiện quản lý.
Tháng 1 năm 1616, Hậu Kim được thành lập, Nỗ Nhĩ Cáp Xích đặt ra 5 Nghị chính Đại thần là: Hà Hòa Lễ, Ngạch Diệc Đô, Phí Anh Đông, An Phí Dương Cổ và Hỗ Nhĩ Hán, chịu trách nhiệm sơ bộ về quân quốc đại sự, giao cho Tứ đại Bối lặc (Đại Thiện, A Mẫn, Mãng Cổ Nhĩ Thái, Hoàng Thái Cực) xem xét báo cáo Nỗ Nhĩ Cáp Xích.
Năm 1619, Hà Hòa Lễ tham gia vào trận Tát Nhĩ Hử, trợ giúp về chiến lược và đóng một vai trò quan trọng tại mặt trận phía đông.
Năm 1621, ông cùng quân Hậu Kim đánh chiếm Thẩm Dương và sau đó là Liêu Dương, do lập chiến công nên được phong quan tổng binh tam đẳng.
Tháng 8 năm Thiên Mệnh thứ 9 (1624), Hà Hòa Lễ mất, và là người cuối cùng trong Ngũ đại công thần tạ thế. Ông được Thanh Thái Tông truy phong [Tam đẳng công; 三等公].
Năm Thuận Trị thứ 12 (1655), truy thụy là Ôn Thuận (温顺).
Năm Ung Chính thứ 9 (1731), chính thức phong ông hiệu Dũng Cần (勇勤).

## Gia quyến
- Chính thê: Đông Quả Cách cách hay Đoan Trang Cố Luân Công chúa, đích trưởng nữ của Nỗ Nhĩ Cáp Xích.
- Trắc thất: Trác Nhĩ thị, ban đầu là Nguyên phối, sau vì Đông Quả Cách cách được "Tứ vi Phúc tấn" nên bị giáng thành Trắc phúc tấn.
- Thứ thất: không rõ, sinh Nhã Tinh A.

### Con trai
1. Nhã Thập Thản (雅什坦), mẹ là Trắc Phúc tấn Trác Nhĩ thị.
2. Đa Tích Lễ (多积礼), mẹ là Đông Quả Cách cách, sơ phong Ngưu lộc Ngạch chân, sau thưởng Bối lặc, có công chinh phạt Ô Lạp. Những năm Thiên Thông được phong Giáp Lạt Ngạch chân. Có công phạt Cẩm Châu, vây Đại Lăng Hà. Năm 1636, có công chinh phạt Ngõa Nhĩ Khách bộ, nhậm Mai lặc Ngạch chân [1]. Mất năm 1648.
  - Khách Tể Hải (喀济海)
    - Con gái: Thế tổ Ninh Khác phi

  - Thập Nhĩ Đạt Hồn (什尔达珲)
    - Phổ Thiện (普善), Đầu đẳng Hộ vệ
      - Cát Lễ (噶礼), Giang Tây Tổng đốc
3. Nhã Tinh A (雅星阿), Hộ quân Tham lĩnh, mẹ không rõ.
  - Hộ quân Tham lĩnh, Tá lĩnh Thiện Đồ (禅图)
4. Hòa Thạc Đồ (和硕图; 1605 – 1642), mẹ là Đông Quả Cách cách, sơ tập Tam đẳng Tổng binh quan. Cưới con gái của Đại Thiện, được phong Hòa Thạc Ngạch phò. Sau khi Hoàng Thái Cực lên ngôi, được phong Cố sơn Ngạch chân[2] của Chính Hồng kỳ. Nhiều lần lập được chiến công trong các trận đánh lớn của quân Hậu Kim, được ban thêm 5 Ngưu lộc, phong Tam đẳng công. Sau khi qua đời được truy thụy "Đoan Khác" (端恪), tức Tam đẳng Đoan Khác công.
  - Tam đẳng công Hà Nhĩ Bản (何爾本) hay Hòa Nhĩ Bản (和爾本), mẹ là Quận chúa Ái Tân Giác La thị. Cưới Huyện chúa là trưởng nữ của Tát Cáp Lân.
  - Tam đẳng công Triết Nhĩ Bản (哲爾本), mẹ là Quận chúa Ái Tân Giác La thị.
    - Đô thống Nhất đẳng Dũng Cần công Bành Xuân (彭春)
      - Con gái: Đích Phúc tấn của Thành Ẩn Quận vương Dận Chỉ
      - Con trai: Phó Đô thống, Tam đẳng Dũng Cần công Tăng Thọ (增寿)

  - Hô Thập Bố (瑚什布)
    - Nhị đẳng bá Tân Đạt Lý (新达理)
    - Đô thống Thất Thập (七十)
      - Kỵ đô úy Phú Vĩnh
      - Châu Lượng
      - Đích Phúc tấn của Bối tử Dận Đường
5. Đô Loại (都类), mẹ là Đông Quả Cách cách, sơ tập Ngưu lộc Ngạch chân, sau tấn Cố sơn Ngạch chân, được thưởng thêm 2 Ngưu lộc. Nhiều lần theo Hoàng Thái Cực chinh chiến, lập nhiều công lao, được phong Nhị đẳng bá.
6. Trát Nhĩ Đại (扎爾岱), mẹ là Đông Quả Cách cách, cưới con gái thứ của Quảng Lược Bối lặc Chử Anh. Năm 1623, con gái của Chử Anh qua đời, Trát Nhĩ Đại bị xử tử.